# Siegfried Haenicke
Siegfried Haenicke, nemški general, * 8. september 1878, † 19. februar 1946.